# Minucia fluctuans
Minucia fluctuans är en fjärilsart som beskrevs av Geoffroy 1785. Minucia fluctuans ingår i släktet Minucia och familjen nattflyn. Inga underarter finns listade i Catalogue of Life.